# Шуэтас
Шуэтас (кат. xuetas; произношение по-испански — чуэтас, «свиноеды») — марраны и их потомки на острове Мальорка. Жили отдельной группой в отдельном квартале города Пальма.

## Этимология
Существуют несколько версий происхождения этого прозвища.
По одной из них, шуэтас означает «свиноеды» и происходит от слова «шуя» (чуя) — «свинина» на балеарском диалекте каталанского языка.
По другой версии слово происходит от «шуита» или «шуэта» — «еврей» на том же диалекте.
В русской транскрипции встречаются варианты шуэтас, чуэтас, хуэтас, чуетас и другие.

## История
Впервые шуэтас появились на Мальорке после погрома 1391 г. в Испании («Севильская резня»). В 1395 г. по приглашению короля Хуана I, который хотел оживить экономическую жизнь и возродить еврейскую общину в главном городе Мальорки Пальме, переселились 150 еврейских семей из Португалии. Чтобы предотвратить контакты прибывших евреев с насильственно крещеными, Фердинанд I запретил евреям Пальмы жить вне гетто и общаться с христианами. В 1435 Пальме году после погрома еврейская община на Мальорке была окончательно ликвидирована.
Шуэтас проживали в отдельных кварталах-гетто. Несмотря на то, что формально они были католиками, они не допускались на государственную службу.

### Шуэтас и инквизиция
Те шуэтас, кто в той или иной мере тайно соблюдал иудаизм, с конца XIV в. подвергались преследованию папского суда, а с 1488 г. — инквизиции.
В 1685 г. группа шуэтас пыталась бежать с острова Мальорка в Ливорно на английском корабле. Беглецы были пойманы и переданы инквизиции; 21 из них были сожжены в 1688 г. на большом аутодафе в городе Пальма.
Всего до 1771 г. через местный суд инквизиции прошли 1054 шуэтас, из которых 594 были приговорены к сожжению. Шуэтас подвергались жестоким преследованиям до 1782 г., когда власти разрешили им селиться по всему острову без ограничений и запретили под страхом наказания употреблять прозвище «шуэтас».
Позднее большинство шуэтас ассимилировались, а часть покинули Мальорку, в частности выселившись в Пуэрто-Рико.

## Шуэтас сегодня
Около 18000 человек на Мальорке носит фамилии шуэтас, большинство из них ассимилировали.
С 1971 года на острове действует еврейская община.